# Jaak Kuul
Jaak Kuul (ur. 2 maja 1957 w Tallinnie) – estoński kierowca wyścigowy.

## Biografia
W 1976 roku ukończył studia na Uniwersytecie Nauk Stosowanych w Tallinnie w specjalności konserwacja i naprawa samochodów, a następnie pracował jako mechanik samochodowy. W 1986 roku zadebiutował w wyścigach samochodowych, rywalizując Estonią 20. W sezonie 1987 zajął siódme miejsce w klasyfikacji Estońskiej Formuły Easter. Rok później zmienił pojazd na Estonię 21M. W 1990 roku zadebiutował w Sowieckiej Formule Easter, zajmując piętnaste miejsce w klasyfikacji.
Po rozpadzie ZSRR ścigał się w krajowej Formule 1300 i Formule 1600. W latach 1992, 1994 i 1995 zajął trzecie miejsce w Formule 1300, w sezonie 1997 był wicemistrzem, natomiast w latach 1993 i 1996 zdobywał mistrzostwo serii. Ponadto w latach 1994 i 1998 był wicemistrzem Formuły 1600, a w sezonach 1995, 1996 i 1999 – II wicemistrzem. Następnie rywalizował w klasie Super 1600, zdobywając VW Golfem trzecie miejsce w 2004 roku. W następnych latach ścigał się w zawodach organizowanych przez HAIGO. W 2013 roku zdobył mistrzostwo w klasie Formuły Mondial.

## Wyniki
| Legenda oznaczeń w tabelach wyników Wyświetl szablon na nowej stronie | Legenda oznaczeń w tabelach wyników Wyświetl szablon na nowej stronie                                                                     |
| Oznaczenie                                                            | Wyjaśnienie |
| --------------------------------------------------------------------- | --- |
| Złoty                                                                 | Zwycięzca lub mistrzostwo |
| Srebrny                                                               | 2. miejsce lub wicemistrzostwo |
| Brązowy                                                               | 3. miejsce lub II wicemistrzostwo |
| Zielony                                                               | Ukończył, punktował (w klasyfikacji generalnej, gdy zdobył co najmniej jeden punkt na przestrzeni sezonu, poza trzema powyższymi opcjami) |
| Niebieski                                                             | Ukończył, nie punktował (w klasyfikacji generalnej, gdy nie zdobył co najmniej jednego punktu na przestrzeni sezonu)                      |
| Czerwony                                                              | Nie zakwalifikował się (NZ) |
| Czerwony                                                              | Nie prekwalifikował się (NPK) |
| Różowy                                                                | Nie ukończył (NU) |
| Różowy                                                                | Niesklasyfikowany (NS) (w klasyfikacji generalnej, gdy nie został sklasyfikowany w żadnym wyścigu sezonu)                                 |
| Czarny                                                                | Zdyskwalifikowany (DK) |
| Czarny                                                                | Wykluczony (WYK/EX) |
| Biały                                                                 | Nie wystartował (NW) |
| Biały                                                                 | Kontuzjowany (K/INJ) |
| Biały                                                                 | Wyścig odwołany (OD/C) |
| Bez koloru                                                            | Został wycofany (WYC/WD) |
| Bez koloru                                                            | Nie przybył (NP/DNA) |
| Bez koloru                                                            | Nie brał udziału w treningach (NT/DNP) |
| Bez koloru                                                            | Nie został zgłoszony (–) |
| Pogrubienie                                                           | Start z pole position |
| Kursywa                                                               | Najszybsze okrążenie wyścigu |
| †                                                                     | Nie ukończył, ale jego rezultat został zaliczony ze względu na przejechanie więcej niż 90% dystansu wyścigu.                              |
| *                                                                     | Sezon w trakcie |
| 1/2/3                                                                 | Punktowana pozycja w sprincie kwalifikacyjnym                                                                                             |
| Lista systemów punktacji Formuły 1                                    | |

### Sowiecka Formuła Easter
| Rok  | Zespół         | Samochód    | Silnik | Wyniki w poszczególnych eliminacjach | Wyniki w poszczególnych eliminacjach | Wyniki w poszczególnych eliminacjach | Pkt. | Msc. |
| ---- | -------------- | ----------- | ------ | ------------------------------------ | ------------------------------------ | ------------------------------------ | ---- | ---- |
| 1990 |                |             |        |                                      | Łotwa                                |                                      | 57   | 15   |
| 1990 | DOSAAF Tallinn | Estonia 21M | Łada   | 19                                   | 14                                   | -                                    | 57   | 15   |

### Polska Formuła Easter
| Rok  | Zespół      | Samochód   | Silnik     | Wyniki w poszczególnych eliminacjach | Wyniki w poszczególnych eliminacjach | Wyniki w poszczególnych eliminacjach | Wyniki w poszczególnych eliminacjach | Wyniki w poszczególnych eliminacjach | Wyniki w poszczególnych eliminacjach | Pkt. | Msc. |
| ---- | ----------- | ---------- | ---------- | ------------------------------------ | ------------------------------------ | ------------------------------------ | ------------------------------------ | ------------------------------------ | ------------------------------------ | ---- | ---- |
| 1991 |             |            |            | Polska                               | Polska                               | Polska                               | Polska                               | Polska                               | Polska                               | 0    | NS   |
| 1991 | STK Talleks | Estonia 25 | Volkswagen | -                                    | -                                    | -                                    | 6                                    | -                                    | -                                    | 0    | NS   |